# Albano Justino Lopes Gonçalves
Albano Justino Lopes Gonçalves (São João do Souto, Braga, 14 de Dezembro de 1863 – 14 de Novembro de 1929) foi militar e presidente da Câmara de Lourenço Marques e de Braga, de Dezembro de 1912 a Julho de 1915.
Durante o seu mandato na Câmara de Braga seria construído na Praça do Município um polémico edifício para o mercado de autoria do arquitecto Moura Coutinho, que seria demolido em 1955.
Criou os Serviços Municipalizados, tornando frequente a energia elétrica na cidade e alterando os transportes urbanos com o uso dos carros eléctricos. 
Transformou ainda a Avenida Central numa grande avenida com duas faixas pedonais, permitindo grande circulação automóvel.
Quando deixou a Câmara assumiu a Confraria do Bom Jesus, onde foi responsável pela criação do museu e biblioteca.